# Quadricalcarifera chloropasta
Quadricalcarifera chloropasta är en fjärilsart som beskrevs av Turner 1906. Quadricalcarifera chloropasta ingår i släktet Quadricalcarifera och familjen tandspinnare. Inga underarter finns listade.